# Folklore and Superstition
| Recensione    | Giudizio |
| ------------- | -------- |
| AllMusic      |          |
| Sputnik Music |          |

Folklore and Superstition è il secondo album in studio del gruppo statunitense Black Stone Cherry, uscito il 18 agosto 2008 nel Regno Unito e il giorno successivo nel resto del mondo.
La band ha registrato l'album nei Black Bird Studios, di proprietà della cantante country Martina McBride, a Nashville nel Tennessee. È stato prodotto e mixato dal famoso produttore rock Bob Marlette (Alice Cooper, Ozzy Osbourne, Saliva, Seether, Shinedown). L'album ha raggiunto subito nella settimana di debutto la prima posizione nelle UK Rock Album Chart.

## Tracce
1. Blind Man – 3:40
2. Please Come In – 3:56
3. Reverend Wrinkle – 4:12
4. Soulcreek – 3:37
5. Things My Father Said – 3:53
6. The Bitter End – 4:07
7. Long Sleeves – 4:17
8. Peace Is Free – 4:10
9. Devil's Queen – 4:38
10. The Key – 4:27
11. You – 4:22
12. Sunrise – 3:48
13. Ghost of Floyd Collins – 3:50

Traccia bonus dell'edizione giapponese
1. Cowboys

Tracce bonus dell'edizione iTunes
1. Junkman – 3:20
2. Stranger – 3:39
3. Bulldozer – 3:54

## Formazione
- Chris Robertson - voce, chitarra
- Ben Wells - chitarra
- Jon Lawhon - basso
- John Fred Young - batteria